# Royal Rumble (2003)
Royal Rumble 2003 fue la decimosexta edición del Royal Rumble, un evento pago por visión de lucha libre profesional producido por la empresa World Wrestling Entertainment (WWE). El evento tuvo lugar el 19 de enero de 2003 desde el Fleet Center en Boston, Massachusetts. El tema oficial del evento fue "Falling Apart" de Trust Company.

## Antecedentes
El desarrollo del Royal Rumble comenzó en el episodio del 23 de diciembre de Raw , cuando el gerente general de RAW Eric Bischoff, habló sobre el Royal Rumble, que representaría a 15 luchadores que representarían a la marca Raw y 15 luchadores a SmackDown. Iba a ser el primer Royal Rumble a tener lugar después de la extensión de marcas de WWE. La acumulación continuó en el episodio del 2 de enero de SmackDown , una promo del regreso de Undertaker en la batalla real . Más tarde esa noche, Paul Heyman anunció que Brock Lesnar y Big Show lucharían en un partido de clasificación Royal Rumble en Royal Rumble. En el episodio del 6 de enero de Raw , Chris Jericho y Shawn Michaels discutieron sobre quién estaría entrando con el # 1 en la lucha de Royal Rumble. En el episodio del 13 de enero de Raw , tuvo lugar una lucha de clasificación de Royal Rumble en el que Jeff Hardy derrotó a Raven . Más tarde esa noche, Jericho derrotó a Batista , Kane y Rob Van Dam en un Over The Rope Challenge para ganar el derecho de elegir un número de entrada de su elección. Jericho eligió # 2 porque # 1 ya fue dado a Michaels.

## Resultados
- Lucha en Heat: Spike Dudley derrotó a Steven Richards (con Victoria) (3:36)
  - Spike cubrió a Richards después de un "Dudley Dog".
- Brock Lesnar derrotó a The Big Show (con Paul Heyman) (6:29)
  - Lesnar cubrió a Big Show después de un "F-5".
  - Quien ganaba este combate tendría derecho a participar en el Royal Rumble match.
- The Dudley Boyz (Bubba Ray y D-Von) derrotaron a William Regal y Lance Storm ganando el Campeonato Mundial en Parejas (7:24)
  - D-Von cubrió a Storm después de pegarle con una manopla
- Torrie Wilson derrotó a Dawn Marie (3:36)
  - Torrie cubrió a Marie después de una "Swinging Neckbreaker".
- Scott Steiner derrotó al Campeón Mundial Peso Pesado Triple H (con Ric Flair) por descalificación (18:14)
  - Triple H fue descalificado por golpear a Steiner con un mazo, como resultado Triple H retuvo el campeonato.
  - Después de la lucha, Steiner atacó a Triple H y Ric Flair con el mazo, además de aplicar la "Steiner Recliner" en Triple H.
- Kurt Angle derrotó a Chris Benoit reteniendo el Campeonato de la WWE (19:48)
  - Angle forzó a Benoit a rendirse con el "Angle Lock".
  - Antes del combate, el árbitro expulso a Charlie Haas y Shelton Benjamin del ringside.
  - Después de la lucha, Haas y Benjamin celebraron junto con Angle.
- Brock Lesnar ganó el Royal Rumble 2003 (53:46)
  - Lesnar eliminó finalmente a The Undertaker, ganando la lucha.
  - Antes del combate, Chris Jericho atacó a Shawn Michaels tras una distracción de Christian, quién se hizo pasar por Jericho en su entrada.
  - Al final del combate, Lesnar y Undertaker se dieron la mano en señal de respeto.

## Royal Rumble entradas y eliminaciones

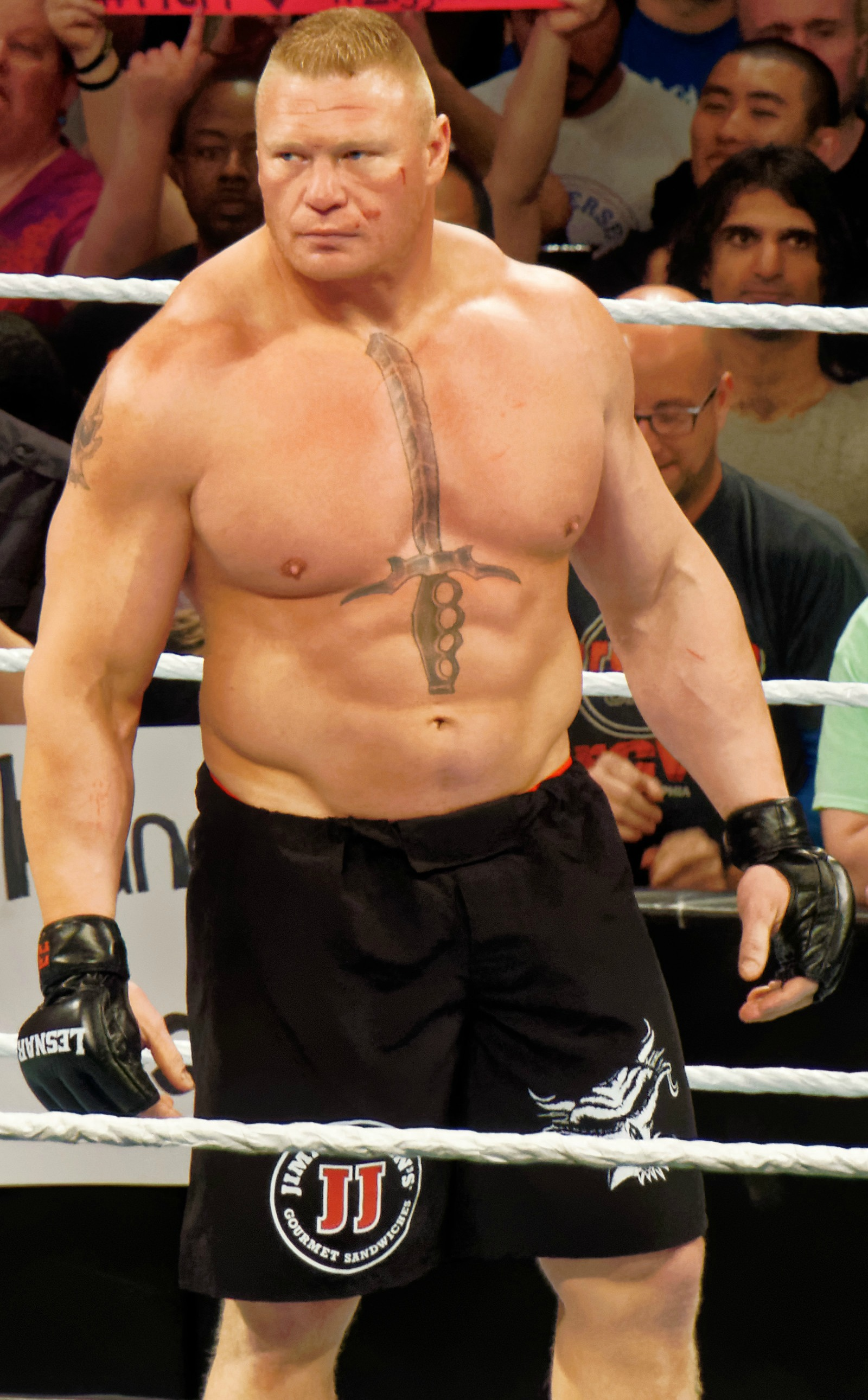
Brock Lesnar, el ganador del Royal Rumble 2003.

Rojo ██ indica las superestrellas de RAW y azul ██ indica las superestrellas de SmackDown!. Hay una nueva entrada cada 90 segundos aproximadamente.
| Entradas | Entradas             | Eliminado por | Eliminado por       | Tiempo |
| -------- | -------------------- | ------------- | ------------------- | ------ |
| 1        | Shawn Michaels       | 1             | Jericho             | 02:31  |
| 2        | Chris Jericho        | 14            | Test                | 38:57  |
| 3        | Christopher Nowinski | 2             | Mysterio            | 04:37  |
| 4        | Rey Mysterio         | 3             | Jericho             | 05:55  |
| 5        | Edge                 | 10            | Jericho             | 11:03  |
| 6        | Christian            | 9             | Jericho             | 09:03  |
| 7        | Chavo Guerrero       | 8             | Edge                | 07:10  |
| 8        | Tajiri               | 6             | Jericho             | 05:41  |
| 9        | Bill DeMott          | 4             | Edge                | 02:13  |
| 10       | Tommy Dreamer        | 5             | Jericho & Christian | 00:48  |
| 11       | B-2                  | 7             | Edge                | 00:24  |
| 12       | Rob Van Dam          | 26            | Kane                | 32:56  |
| 13       | Matt Hardy           | 21            | Lesnar              | 27:13  |
| 14       | Eddie Guerrero       | 13            | Booker              | 16:29  |
| 15       | Jeff Hardy           | 11            | Van Dam             | 07:26  |
| 16       | Rosey                | 12            | Kane                | 10:16  |
| 17       | Test                 | 17            | Batista             | 18:45  |
| 18       | John Cena            | 22            | Undertaker          | 19:38  |
| 19       | Charlie Haas         | 19            | Lesnar              | 17:17  |
| 20       | Rikishi              | 18            | Batista             | 14:10  |
| 21       | Jamal                | 23            | Undertaker          | 16:07  |
| 22       | Kane                 | 28            | Undertaker          | 20:24  |
| 23       | Shelton Benjamin     | 20            | Lesnar              | 10:55  |
| 24       | Booker T             | 16            | Benjamin & Haas     | 06:20  |
| 25       | A-Train              | 25            | Kane & Van Dam      | 11:33  |
| 26       | Maven                | 24            | Undertaker          | 08:19  |
| 27       | Goldust              | 15            | Haas                | 00:47  |
| 28       | Batista              | 27            | Undertaker          | 09:55  |
| 29       | Brock Lesnar         | -             | Ganador             | 08:59  |
| 30       | The Undertaker       | 29            | Lesnar              | 06:45  |

1. 
2. 

## Otros Roles
| Comentaristas en inglés - Michael Cole - SmackDown! - Jerry "The King" Lawler - RAW / Royal Rumble match - Jim Ross - RAW / Royal Rumble match - Tazz - SmackDown! Comentaristas en Español - Carlos Cabrera - Hugo Savinovich Árbitros de RAW - Earl Hebner - Jack Doan - Nick Patrick - Charles Robinson - Chad Patton Árbitros de SmackDown - Mike Chioda - Jim Korderas - Brian Hebner - Mike Sparks | Otros - Eric Bischoff - RAW general manager - Tony Chimel - ring announcer - Howard Finkel - ring announcer - Tony Garea - official - Stephanie McMahon - SmackDown! general manager - Sean Morley - RAW chief of staff - Sgt. Slaughter - official - Terri - interviewer |